# Tonfa

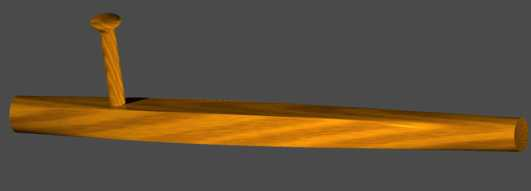
265.5px

En tonfa är ett kampsportsredskap eller vapen från Okinawa, som främst används inom Ryukyu kobujutsu. Tonfan är tillverkad i trä, och har normalt ingen egg eller blad. Ursprunget till redskapet lär vara handtag till en mindre kvarn. Tonfa används normalt i par, alltså två stycken samtidigt.

## I populärkultur
- Michelangelo i TV-serien Turtles använder vapnet i Next Mutation, i stället för de nunchakus han använt i tidigare versioner.[1] I tv-spelet Soul Calibur använder karaktären Talim tonfas.[2]

### Fotnoter
1. ↑  Tim Webber (14 december 2016). ”15 Forgotten Live-Action Comic Book TV Shows” (på engelska). CBS. https://www.cbr.com/15-forgotten-live-action-comic-book-tv-shows/. Läst 5 februari 2018.
2. ↑  ”Soul Calibur Fandom”. https://soulcalibur.fandom.com/wiki/Talim. Läst 250421.